# Raul Gardini
Raul Gardini (Pomposa, 7 giugno 1933 – Milano, 23 luglio 1993) è stato un imprenditore, dirigente d'azienda, velista, dirigente sportivo e socialite italiano.

## Biografia

### Gli inizi
I nonni materni gestivano una fonderia di ghisa e bronzo, mentre i Gardini possedevano diverse centinaia di ettari lungo il litorale romagnolo e in Veneto. Il padre Ivan era un ricco imprenditore agricolo, impegnato nella bonifica dell'area paludosa attorno a Ravenna. Studiò presso l'Istituto agrario di Cesena dove conseguì il diploma di perito agrario, successivamente s'iscrisse alla Facoltà di Agraria di Bologna dando solo pochissimi esami; nel 1987 gli sarebbe stata conferita la laurea honoris causa in agraria dall'Università di Bologna. Crebbe professionalmente nell'azienda di Serafino Ferruzzi, ne diventò genero nel 1957 sposando sua figlia Idina (1935-2018).
Il 10 dicembre 1979 Serafino Ferruzzi morì in un incidente aereo e i suoi quattro eredi (Idina, Arturo, Franca, Alessandra) affidarono a Gardini le deleghe operative per il Gruppo: ci volle quasi un anno a inventariare tutti i possedimenti che Ferruzzi aveva acquisito nel corso della sua attività. In anni in cui l'Europa si trasformava da importatore a esportatore di cereali, le attività di trading persero importanza e riguardarono soprattutto l'importazione di soia prodotta nelle tenute agricole della Ferruzzi situate in Argentina.
In pochi anni Raul Gardini trasformò la Ferruzzi in un gruppo prevalentemente industriale, grazie a una politica di continue acquisizioni: tra il 1981 e il 1986 fu acquisito il controllo del maggiore produttore di zucchero italiano, Eridania, allora quotata in Borsa, e del produttore francese di zucchero Béghin Say, creando la società Eridania-Béghin Say, a cui pose come presidente Renato Picco in sostituzione di Giuseppe De André, presidente storico di Eridania.
Nel 1987 fu la volta della divisione amido dell'americana CPC, nel 1988 di Central Soya e Leiseur Koipe, specializzate nella lavorazione della soia. La maggioranza della Montedison fu acquisita in varie fasi tra il 1985 e il 1987. Tutto ciò fu possibile grazie ad aumenti di capitale dalle varie società del gruppo realizzati in Borsa, in anni in cui il mercato finanziario italiano conosceva una fase di euforia, grazie alla nascita dei primi fondi comuni di investimento: questo permise alla Ferruzzi di raccogliere risorse finanziarie da impiegare nelle acquisizioni. Anche per questo, la politica di riservatezza di Serafino Ferruzzi fu abbandonata e Gardini fu un personaggio molto esposto sui mass media.
Nella seconda metà degli anni ottanta Gardini sollecitò gli uomini del Centro di ricerca e tecnologia Ferruzzi (Fertec) a sviluppare prodotti chimici a basso impatto ambientale, utilizzando materie prime di origine agricola per produrre etanolo e bioplastiche. Una "eccezionale innovazione", avrebbe detto un'esperta come Catia Bastioli, che inizialmente aveva suscitato anche qualche sorriso scettico dal momento che fino ad allora chimica e agroindustria non si erano mai integrate.

### La scalata alla Montedison
Negli anni ottanta diventò celebre per la scalata alla Montedison, un'azienda contendibile per effetto di alcune operazioni finanziarie dell'amministratore delegato Mario Schimberni, destinate nelle sue intenzioni a fare della Montedison una public company indipendente dal controllo esercitato da Mediobanca e dall'establishment imprenditoriale. La contendibilità della Montedison spinse Gardini ad acquistarne le azioni, con il benestare di Enrico Cuccia che voleva riconquistare il controllo della società petrolchimica. Dalla vicenda (e dal successivo acquisto de La Fondiaria Assicurazioni) nacque il suo assalto al "salotto buono" dell'imprenditoria del Nord, suscitando le perplessità di Cuccia.
Tra i due si giunse a una vera e propria rottura quando Gardini si nominò presidente della Fondiaria rifiutando gli amministratori proposti da Cuccia e quando Gardini vendette metà della Fondiaria a Camillo De Benedetti, il cugino di Carlo. In realtà la rottura tra Gardini e Cuccia non fu definitiva: quando Gardini ebbe il problema di risolvere l'indebitamento del gruppo Ferruzzi, Cuccia dette il suo sostanziale appoggio all'operazione. A quel punto la Montedison fu ridisegnata con il risultato di fare della Montedison un'azienda puramente chimica e portare nella Ferruzzi Finanziaria, posta al vertice dell'intero gruppo, il resto delle attività precedentemente nella Montedison e cioè la Standa, La Fondiaria, gli immobili, il Messaggero.

### La nascita e il fallimento di Enimont
In seguito Gardini realizzò con l'Eni la fusione delle attività chimiche dei due gruppi, fondando Enimont, di cui ENI e Montedison possedevano il 40% ciascuno, mentre il restante 20% era nelle mani del mercato azionario. 
Nel 1988 Gardini aveva ricevuto da Ciriaco De Mita e da Achille Occhetto — ovvero da maggioranza e opposizione — «sufficienti garanzie» sugli sgravi fiscali, in seguito al conferimento delle attività chimiche di Montedison alla joint venture Enimont: ma il relativo decreto-legge decadde per due volte in Parlamento.
La lettura che Gardini diede della violazione degli impegni produsse una reazione inattesa: provò, con l'alleanza di amici italiani e stranieri, a scalare Enimont, arrivando in una prima fase a vedere il successo e a commentare «La chimica sono io». L'intento di Gardini venne ostacolato da due fatti: da un lato il giudice Diego Curtò, del quale sarebbe poi stata accertata la corruzione, decise il fermo provvisorio delle azioni in previsione dell'udienza di discussione del ricorso di ENI e della replica di Montedison; dall'altro si consumò la rottura dei rapporti con ENI e con il suo presidente Gabriele Cagliari, che secondo l'inchiesta di tre anni dopo svolse questo ruolo per consentire al PSI di Bettino Craxi di esercitare il suo ruolo di interdizione nell'operazione.
La decisione finale, forzata dagli eventi e anche dalla forte diversità di vedute strategiche all'interno della famiglia Ferruzzi, fu il ritiro dalla joint venture con una cosiddetta shot gun clause (in italiano indicata spesso come "patto del cow-boy"): la decisione di vendere all'ENI il proprio 40%. Una parte dell'ingente quantità di denaro incassato venne usato per versare tangenti al sistema politico che, promettendo di defiscalizzare le plusvalenze della Montedison derivanti dall'attribuzione di parte delle attività a Enimont, aveva indotto Gardini a entrare nell'impresa della nascita dell'Enimont.
Dalla vicenda sarebbero usciti particolarmente beffati i contribuenti: nel 1991 l'Enimont addossò all'Eni perdite per mille miliardi e debiti per diecimila miliardi.
Il 23 giugno 1992 Gardini avrebbe scritto una lunga lettera al Sole 24 Ore: "Continuo a pensare che l'idea di dare vita a un grande gruppo chimico italiano fosse un disegno strategico giusto. Il cui fallimento deve essere imputato alla volontà di non mollare la presa sul settore da parte delle forze politiche di allora, oltre che alla mia personale intransigenza, di cui però non mi rammarico".

### La frattura con la famiglia
La frattura di Gardini con il resto della famiglia Ferruzzi si acuì rapidamente, nonostante i tentativi di Giuseppe Garofano di mettere pace. Gardini lasciò le cariche all'interno del gruppo Ferruzzi-Montedison e impose il figlio Ivan Francesco, ventunenne, alla presidenza della Ferruzzi Finanziaria. Quindi studiò un progetto per far entrare la terza generazione dei Ferruzzi nell'azienda, progetto che gli lasciò la facoltà di nominare il suo successore. Infine decise di spostare a Parigi, "il cuore dell'Europa e della finanza", il centro del gruppo Ferruzzi. Un progetto da realizzare con la Sci, una società quotata alla Borsa di Parigi con Jean-Marc Vernes come azionista di riferimento. Ma queste iniziative, viste dai Ferruzzi come "un golpe", furono respinte. Gardini decise di lasciare il gruppo Ferruzzi. Il conseguente divorzio, con Idina che vendette le sue quote ai tre fratelli, avvenne sulla cifra di 503 miliardi di lire, con pagamento in contanti. Idina ricevette 255 miliardi per la sua quota del 23% della Serafino Ferruzzi srl e Gardini i rimanenti 248 miliardi, formalmente come liquidazione per i suoi numerosi incarichi di amministratore delle varie società del gruppo. Su tale somma Gardini non pagò alcunché di tasse.

### La morte
Esplose l'inchiesta giudiziaria di Mani pulite, che toccò anche la vicenda Enimont. Gardini, che ne fu coinvolto, scrisse la lettera al Sole 24 Ore sostenendo che, quando l'aveva lasciata, "la situazione finanziaria della Ferruzzi era tutt'altro che compromessa", e chiedendo in particolare la collaborazione di Carlo Sama e di Sergio Cusani per avere i documenti che gli servivano per difendersi, e che, secondo alcuni, gli vennero rifiutati più volte.
Fu trovato morto nella sua casa di Milano, il settecentesco palazzo Belgioioso, il 23 luglio 1993: dalle conversazioni con i suoi legali delle ultime ore, era apparso molto scosso dalla notizia del suicidio nel carcere di San Vittore di Gabriele Cagliari (rivale nella vicenda Enimont), ma anche dalla consapevolezza che gli inquirenti puntassero oramai su di lui.
Durante tutta la giornata successiva si assieparono dinanzi a palazzo Belgioioso i milanesi sconcertati. Da Palazzo di Giustizia, il procuratore Borrelli commentò: "Siamo addolorati, ma andremo avanti. Speriamo che i risvolti del caso Enimont siano chiariti al più presto, anche questo è un modo per rispettare chi ha rinunciato alla vita". Al ritorno a casa da Mediobanca, fu visto passare anche Enrico Cuccia. Le indagini giunsero alla conclusione secondo cui la morte era da attribuirsi a un suicidio, commesso da Gardini con un colpo di pistola alla testa, ma non senza altre tesi che paventavano l'ipotesi di un possibile omicidio. Sergio Cusani ha invece confermato in un'intervista inserita nella docufiction Raul Gardini, andata in onda su Rai 1 il 23 luglio 2023, trentesimo anniversario della morte di Gardini, che questi non solo ricevette tutti i documenti per predisporre la linea difensiva, ma anche la garanzia che le spese per gli avvocati sarebbero state assunte dal gruppo Ferruzzi-Montedison.

## Gardini e lo sport

### Vela
Raul Gardini cominciò a fare esperienza nel mondo della vela a dodici anni, sulle derive Lightning e Finn, sulle quali navigò fino alla fine degli anni sessanta. Successivamente si fece costruire il suo primo cabinato: Naso Blu con il quale vinse molte regate internazionali.
La passione per lo sport della vela lo spinse a cimentarsi nella realizzazione di imbarcazioni sempre più evolute, nelle quali seguì l’evoluzione delle tecnologie e dei materiali impiegati.
Nel 1971, con Orca 43, vinse diversi titoli: il Campionato del Mediterraneo, la Middle Sea Race e la Settimana delle Bocche a Porto Cervo.
Nel 1976 il cantiere Carlini di Rimini gli costruì il suo primo maxi yacht Il Moro di Venezia (progetto di Germán Frers). Sul Moro Gardini vinse, in Inghilterra, la Channel Race. La striscia di successi del finanziere ravennate proseguì con il successo nella regata del Fastnet con Passage to Venice.
Nel settembre 1988 prese la decisione di competere nella Coppa America, la manifestazione velistica più antica del mondo, di cui Il Moro di Venezia, la barca voluta da Gardini e finanziata dalla Montedison, fu protagonista nell'edizione del 1992. Fu la prima barca italiana nella storia a vincere la Louis Vuitton Cup. 
L'equipaggio del Moro, affidato a Paul Cayard, venne sconfitto nella finale di Coppa America da America³ di Bill Koch a San Diego.

### Sponsorizzazioni
La Enimont, poi Enichem, sponsorizzò la squadra di basket Libertas Livorno, che sfiorò lo scudetto nel 1989.
Nello stesso anno, in Formula 1, la Ferrari ebbe come sponsor Enimont sull'alettone anteriore della vettura Ferrari 640 F1.
Ma anche il mondo della pallavolo ravennate deve molto a Raul Gardini e al gruppo Ferruzzi: dalla storica epopea della Olimpia Teodora di Manuela Benelli e Sergio Guerra (l'olio di soia "Teodora" veniva prodotto dalla Italiana Oli & Risi, società del gruppo Ferruzzi) nella pallavolo femminile, agli anni straordinari del Messaggero Volley di Steve Timmons e Karch Kiraly (il quotidiano Il Messaggero era di proprietà di Montedison), fino alla costruzione del Palazzo Mauro De André, palazzo dello sport ravennate intitolato al dirigente del gruppo Ferruzzi. Sorprendentemente Gardini, che soleva sempre presentarsi come un continuatore, oltre che un innovatore, rispetto al fondatore del gruppo di cui era a capo, non volle intitolare il palazzetto a Serafino Ferruzzi.

## Opere
- Raul Gardini, A modo mio, a cura di Cesare Peruzzi, Milano, Arnoldo Mondadori Editore, 1991, ISBN 88-04-35524-7.

## Film su Raul Gardini
- Raul Gardini, regia di Francesco Miccichè – docufilm (2023)